# عبد الرحيم بوعبيد
عبد الرحيم بوعبيد (23 مارس 1922 – 8 يناير 1992) هو محامي وسياسي مغربي، يُعتبر أحد رموز الكفاح الوطني ضد الاستعمار الفرنسي، شارك في المطالبة باستقلال المغرب، وكان من مؤسسي حزب الاتحاد الوطني للقوات الشعبية قبل أن ينشق عنه ليساهم في تأسيس حزب الاتحاد الاشتراكي للقوات الشعبية. 
واحد من أبرز الشخصيات السياسية في تاريخ المغرب الحديث. وُلد في مدينة سلا، وهو من عائلة ذات خلفية سياسية، حيث كان والده أحد كبار رجال السياسة في البلاد. تلقى تعليمه في المغرب، ثم انتقل إلى فرنسا، حيث درس في معهد الدراسات السياسية بباريس وتخصص في القانون والسياسة.
كان عبد الرحيم بوعبيد من الشباب الذين تأثروا بالحركة الوطنية المغربية ورفضوا الاستعمار الفرنسي. في سن مبكرة، انخرط في العمل السياسي وكان له دور كبير في الحركة التي كانت تطالب باستقلال المغرب. وعُرف بنضاله المستمر ضد الاحتلال، وكان أحد الأسماء البارزة في حزب الاستقلال، الذي كان يسعى لتحقيق الاستقلال الكامل للمغرب.
في فترة ما قبل الاستقلال، عُرف بوعبيد بمواقفه القوية في الدفاع عن الحقوق السياسية والاجتماعية، وشارك في العديد من الحركات الاحتجاجية ضد الاستعمار الفرنسي. وقضى فترة طويلة في السجون الفرنسية نتيجة لنشاطه السياسي.
بعد الاستقلال في عام 1956، بدأ عبد الرحيم بوعبيد في العمل السياسي بشكل أوسع، وشارك في تشكيل الحكومة المغربية بعد الاستقلال. في عام 1961، أصبح أحد أبرز أعضاء حزب الاستقلال في حكومة الملك محمد الخامس، وكان له دور مؤثر في تطوير السياسات الاجتماعية والاقتصادية للمغرب بعد الاستقلال.
وفي أواخر الستينات، أظهر بوعبيد اهتمامًا كبيرًا بالقضايا الاجتماعية، وعُرف بانتقاداته الشديدة للأنظمة السياسية القائمة، خاصة في سنوات السبعينات التي شهدت توترًا سياسيًا داخليًا. لعب دورًا محوريًا في تحفيز النقاشات حول الديمقراطية وحقوق الإنسان في المغرب، حيث كان يؤمن بضرورة تحول النظام السياسي إلى نظام ديمقراطي يعزز من حقوق المواطنين ويضع حدًا لسياسات القمع.
وفي بداية الثمانينات، كان عبد الرحيم بوعبيد جزءًا من مجموعة من السياسيين الذين دعوا إلى التغيير السياسي في المغرب، وشارك في تأسيس عدة مؤسسات حزبية واجتماعية كانت تهدف إلى تعزيز الشفافية والحريات العامة في المملكة.
بعد وفاته في 8 يناير 1992 إثر مرض عضال، خلّف بوعبيد إرثًا سياسيًا عميقًا في المغرب، حيث ساهم في تشكيل وجه السياسة الحديثة في البلاد. دفن في مقبرة الشهداء بالرباط، وترك خلفه العديد من الأبحاث والمقالات التي تعكس رؤيته حول المستقبل السياسي للمغرب.

## حياته المبكرة
وُلد عبد الرحيم بوعبيد في 23 مارس 1922 بمدينة سلا أي تسعة أشهر بعد معركة أنوال الشهيرة بثورة الريف أو حرب الريف بقيادة البطلين امحمد ومحمد بن عبد الكريم الخطابي. إذاك ظهرت الحركة الوطنية المغربية باتجاهها العسكري مع مرحلة المقاومة في جبال الأطلس وجبال الريف.

التحق عبد الرحيم بوعبيد بالمدرسة الابتدائية بسلا سنة 1928 حيث عاش سنوات صعبة لم يكن يتمكن فيها من مجارات أبناء الأعيان على صعيد اللبس والمظهر الخارجي. يقول بوعبيد في استجواب مع «الوطن العربي»: 
«ولعلي كنت أقاوم ذلك بشيء من العنف في معاملة هؤلاء أو الابتعاد عنهم... كنت أقاوم تفوق أبناء الأعيان على صعيد اللبس والمظهر الخارجي بالكد أو التفوق الدراسي.»
 حصل عبد الرحيم بوعبيد على الشهادة الابتدائية سنة 1934 وانتقل من سلا إلى إعدادية مولاي يوسف بالرباط حيث كان المهدي بن بركة قد سبقه بعامين، وهناك درسا طوال أربع سنوات بنفس المدرسة دون أن يتعرف بعضهما على البعض. وفي ثانوية مولاي يوسف بالرباط بدأ عبد الرحيم بوعبيد يسمع أحاديث عن قيام كتلة العمل الوطني.
حصل عبد الرحيم بوعبيد على شهادة البروفي أي شهادة الدروس الثانوية. التقى بوعبيد بالمهدي بن بركة الحاصل في السنة ذاتها على شهادة الجزء الأول من البكالوريا والذي كان هو الآخر تلميذًا بثانوية مولاي يوسف خلال حفل خاص أقامه المقيم العام الجنرال نوغي على شرف التلاميذ المتفوقين سنة 1939.

## الكفاح من أجل استقلال المغرب

### 1955-1922
انتقل عبد الرحيم بوعبيد إلى مدينة فاس حيث أصبح معلما بمدرسة اللمطيين كما كان يحضر للحصول على الباكلوريا الأولى وبعدها الباكالوريا الثانية (شعبة الفلسفة) حينها انخرط عبد الرحيم في الخلايا الوطنية.

### 1945-1942
رجع عبد الرحيم بوعبيد إلى مدينة سلا وتشاء الصدف أن يعين في مدرسة أبناء الأعيان نفسها التي رفض في بداية الامر أن يكون تلميذا فيها. في 11 يناير 1944 تم تقديم وثيقة المطالبة بالاستقلال، والتي كان عبد الرحيم بوعبيد أحد مهندسيها الرئيسيين وأصغر الموقعين عليها.
في 28 كانون الثاني / يناير، قامت السلطات الاستعمارية باعتقال الأمين العام لحزب الاستقلال أحمد بلافريج، ونائبه محمد اليزيدي. وقد أثار ذلك احتجاجات كبيرة في الرباط وسلا وفاس، ومدن أخرى من البلاد. بسلا نظمت تظاهرة شعبية كبرى قادها عبد الرحيم بوعبيد وجابهتها القوات الاستعمارية الفرنسية بضراوة. اعتقل على إثرها عبد الرحيم بوعبيد ونقل إلى سجن لعلو في الرباط.
تم الإفراج عن عبد الرحيم بوعبيد في 1945 حيث نظم اجتماع بين محمد الخامس وأفراد قيادة حزب الاستقلال على إثر خروجهم من السجن، ومن ضمنهم عبد الرحيم بوعبيد. التحق عبد الرحيم بوعبيد بعدها بمعهد الدراسات السياسية في باريس بعد نيله لشهادة الإجازة في القانون. وقد سهر هناك على توسيع تواجد تنظيمات حزب الاستقلال وترسيخ المثل الوطنية لدى العمال والطلبة المغاربة المهاجرين بفرنسا وبلجيكا. كما نسج أيضا علاقات واسعة مع عدد من الشخصيات والتيارات السياسية الفرنسية.

### 1948
التحق المهدي بن بركة بعبد الرحيم بوعبيد بباريس من أجل إعداد تقرير حول الوضع العام في المغرب قصد تقديمه للوفود المشاركة في الجمعية العامة للأمم المتحدة.

### 1949
عاد عبد الرحيم بوعبيد إلى المغرب، وانخرط في هيئة المحامين بالرباط وأصبح أحد أصغر أعضاء الهيئة القيادية لحزب الاستقلال.
- توطيد العلاقات بين محمد الخامس وعبد الرحيم بوعبيد.
- عبد الرحيم بوعبيد يصدر صحيفة «الاستقلال» الأسبوعية.

### 1952
من خلال طباخ مغربي كان يعمل في الإقامة العامة الفرنسية، استطاع عبد الرحيم بوعبيد من الحصول على ورقة كانت وضعت في سلة المهملات لإدارة الحماية؛ وكان الطباخ المغربي يسلم كل الأوراق المهملة للحزب، كانت تحمل الخطوط الرئيسية للسياسة الجديدة للسلطات الاستعمارية في المغرب. الشيء الذي مكن من تهيئ ردود فعل الحركة الوطنية الواجب اتخاذها إزاء هذه السياسة.
- يوم 8 ديسمبر، عقب اغتيال الزعيم النقابي التونسي فرحات حشاد، شرع عبد الرحيم بوعبيد في تنظيم إضراب عام تضامنا مع الطبقة العاملة بتونس. السلطات الاستعمارية تقمع بعنف هذه الحركة الاحتجاجية، وتعتقل عبد الرحيم بوعبيد وتحيله على المحكمة العسكرية.

### 1953
نفي الملك محمد الخامس.
«سيق الملك إلى المنفى لمجرد امتناعه عن قبول إنشاء دولة فرنسية مغربية أي سياسة القوة الرامية إلى غزو المغرب من جديد»
عبد الرحيم بوعبيد في الاستجواب مع مجلة «الوطن العربي».

### 1954
قام ديوان بيير مانديس فرانس بتغيير الجنرال غيوم، المقيم العام بالمغرب، وتعيين ف. لاكوست بدلا عنه.
- الإفراج عن عبد الرحيم بوعبيد في أكتوبر (تشرين الأول)
- ردا على سؤال فرانسيس لاكوست لبعض الزعماء الوطنيين بخصوص مطالبهم. أجاب عبد الرحيم بوعبيد: «أريد جواز سفر!».
- ذهاب عبد الرحيم بوعبيد إلى باريس للعمل من أجل حل المسألة المغربية.

### 1955
عبد الرحيم بوعبيد يجتمع مع إدغار فور، الذي حل محل بيير مانديس فرانس على رأس الحكومة الفرنسية
- عبد الرحيم بوعبيد يحضر بمدريد في الاجتماع الموسع لقيادة حزب الاستقلال، الذي يستعد لمفاوضات إيكس ليبان الذي سيعقد في آب / أغسطس. عبد الرحيم بوعبيد كان عضوا في الوفد المشارك في تلك المفاوضات
- وفي أيلول / سبتمبر، قام وفد عن حزب الاستقلال يتألف من عبد الرحيم بوعبيد، وعمر بن عبد الجليل بالذهاب إلى مدغشقر للقاء محمد الخامس
- في قصر هنري الرابع في سان جرمان أونلي، حيث يقيم محمد الخامس منذ 1 تشرين الثاني/نوفمبر، قام ولي العهد الأمير مولاي الحسن وعبد الرحيم بوعبيد بدراسة، يوم 5 نوفمبر، نص مقترحات كاييه دورسى وأعدا صيغة نص مضاد بالمقترحات القاطعة التي سيتم التوقيع عليها من قبل محمد الخامس ووزير الشؤون الخارجية الفرنسية في اليوم الموالي (تصريح لاسيل سان كلود).
- الأربعاء 16 نوفمبر: عودة محمد الخامس إلى المغرب.
- يوم 2 كانون الأول/دجنبر، عبد الرحيم بوعبيد يقدم التقرير السياسي للمؤتمر الاستثنائي لحزب الاستقلال. والذي كان يحتوي على مقترحات الحزب حول مختلف القضايا الوطنية بما في ذلك استقلال البلاد، والعلاقات مع فرنسا، والمشاركة في حكومة مبارك البكاي التي شغل فيها عبد الرحيم بوعبيد منصب وزير الدولة المكلف بشؤون المفاوضات.
- كان عبد الرحيم بوعبيد أحد أعضاء الوفد الذي تفاوض مع حكومة غي موليه حول الاتفاقات المزمع توقيعها يوم 2 مارس 1956 والتي ستعمل على إلغاء معاهدة الحماية.

## بعد الاستقلال

### 1959-1956
بعد اتفاقات 2 مارس، تم تعيين عبد الرحيم بوعبيد كأول سفير للمغرب في باريس لاستكمال المفاوضات. وفي 7 أبريل، تفاوض مع إسبانيا لإلغاء الوصاية الإسبانية على شمال المغرب. كما طلب الحبيب بورقيبة مشورته للتفاوض مع فرنسا على استقلال تونس. وفي أواخر مايو، نجا من محاولة اغتيال في مدينة سلا. في أكتوبر، استُدعي بوعبيد للاحتجاج على اختطاف السلطات الفرنسية للطائرة المغربية التي كانت تنقل الزعماء الجزائريين. من أكتوبر 1956 إلى مايو 1960، شغل منصب وزير الاقتصاد الوطني والمالية، وكان مسؤولًا أيضًا عن وزارة الفلاحة (أبريل-ديسمبر 1958) ونائب رئيس الحكومة في حكومات أحمد بلافريج وعبد الله إبراهيم. باعتباره وزيرًا للاقتصاد الوطني، عمل على تحرير الاقتصاد الوطني وأعد أول خطة خماسية للتنمية (1960-1964). وفي 25 أبريل 1958، عقد بوعبيد، المهدي بن بركة، وعلال الفاسي اجتماعًا في طنجة، حيث قرروا دعوة حزب الاستقلال لعقد مؤتمر للحركات الوطنية المغاربية، الذي تم بمشاركة حزب الاستقلال (المغرب)، وجبهة التحرير الوطني (الجزائر)، والحزب الدستوري (تونس).

### 1960-1959
25 يناير، تأسيس الاتحادات المستقلة لحزب الاستقلال. في المؤتمر التأسيسي لاتحادية الرباط، اقترح المهدي بن بركة عبد الرحيم بوعبيد - الغائب – أن يتولى منصب الأمين العام للاتحادية.
بعد 8 أشهر، وافق عبد الرحيم بوعبيد على إنشاء الاتحاد الوطني للقوات الشعبية الذي عقد مؤتمره التأسيسي يوم 6 سبتمبر 1959 في الدار البيضاء.
22 أبريل 1960، استقالة حكومة عبد الله إبراهيم.
- المجلس الوطني للاتحاد الوطني للقوات الشعبية يقرر بأن يجعل من فاتح نوفمبر يوما وطنيا للتضامن مع الثورة الجزائرية بمناسبة الذكرى السادسة لانطلاقها. عبد الرحيم يقود في نفس اليوم، مظاهرة سلمية تم منعها وقمعها من قبل السلطات.

## معارضة نظام الملك الحسن الثاني

### 1974-1961
بعد وفاة محمد الخامس يوم 26 فبراير/شباط (10 رمضان (في يونيو / حزيران 1961، عبد الرحيم بوعبيد يصرح في مقابلة معه: 
«خيارنا الاشتراكي (...) نابع من تحليلنا للواقع ومن تجارب الدول النامية اقتصاديًا، وثقافيًا وسياسيًا»
عبد الرحيم بوعبيد يقدم التقرير السياسي للمؤتمر الثاني للاتحاد الوطني للقوات الشعبية. المؤتمر اختتم أشغاله يوم 27 مايو / أيار وأفرز كتابة عامة تتشكل على الخصوص من عبد الرحيم بوعبيد، المهدي بن بركة، عبد الرحمن اليوسفي محمد البصري، عبد الله إبراهيم، محمد منصور، محمد بونوس.

الاتحاد الوطني للقوات الشعبية يقرر مقاطعة الاستفتاء على الدستور. عبد الرحيم بوعبيد يشارك فعليا في حملة المقاطعة ويرأس العديد من التجمعات الشعبية. وفي اجتماع عقد بالرباط، قال عبد الرحيم:
«إننا نواجه خيارا أساسيا. إما أن نستمر كشعب وكمنظمة متجذرة في الجماهير، في النضال من أجل تحرير بلادنا من الاستعمار والإقطاع والرجعية، وإما أن نقبل نصا دستوريا مزورا ومعدا من قبل كَتَبَةِ الاستعمار. إذا كان الأمر ينبغي أن يكون كذلك، فستكون لدينا مسؤولية ارتكاب جريمة بحق الأجيال المقبلة».

### 1963
2 مايو عام 1963، اجتمعت الكتابة العامة للاتحاد الوطني للقوات الشعبية، وقد أشرف على هذا الاجتماع القادة مؤسسين لحزب القوات الشعبية وهم عبد الرحيم بوعبيد، المهدي بن بركة، عبد الرحمن اليوسفي، محمد البصري ومحمد بونوس، واتخذت قرار مشاركة الحزب في الانتخابات التشريعية. عبد الرحيم بوعبيد ينتخب نائبا بالبرلمان عن مدينة القنيطرة.
- في 16 تموز / يوليوز، قررت اللجنة المركزية للاتحاد الوطني للقوات الشعبية سحب جميع مرشحي الحزب في الانتخابات المحلية ومقاطعة هذه الانتخابات. في أعقاب هذا الاجتماع، تم اقتياد عبد الرحيم بوعبيد، وعبد الرحمن اليوسفي، اللذان ترأسا الاجتماع، مع 105 من أعضاء اللجنة المركزية إلى كوميسارية (مفوضية شرطة) المعاريف (الدار البيضاء).
- على الرغم من الحملة القمعية /الأمنية ضد كوادر ومناضلي الاتحاد الوطني للقوات الشعبية، عبد الرحيم بوعبيد يجتمع بما تبقى من أعضاء أجهز الحزب، لاتخاذ قرار المشاركة في افتتاح أشغال دورة البرلمان التي ستعقد في نوفمبر / تشرين الثاني.

### 1964
14 مارس، الإفراج عن عبد الرحمن اليوسفي. عبد الرحيم بوعبيد يغادر المغرب باتجاه باريس للاجتماع بزعماء الاتحاد الوطني للقوات الشعبية في المنفى خاصة المهدي بن بركة، ويعهد إلى عبد الرحمن اليوسفي مسؤولية الإشراف على الحزب في الداخل وعلى الفريق البرلماني الذي سوف يقدم ملتمس الرقابة، الأول من نوعه في تاريخ المغرب.

### 1965
عقب أحداث آذار / مارس الدامية بالدار البيضاء، استقبل الملك الراحل الحسن الثاني عبد الرحيم بوعبيد بقصره في إيفران. وبعد المقابلة أعلن الملك يوم عيد الأضحى في خطاب على أمواج التلفزة عن إطلاق سراح مناضلي الاتحاد الوطني للقوات الشعبية.
-29 أكتوبر، اختطاف المهدي بن بركة في باريس.

### 1966
- محاكمة المتهمين باختطاف المهدي بن بركة. في 23 شباط / فبراير، نشرت الكتابة العامة للاتحاد الوطني للقوات الشعبية بيانا أدانت فيه أساليب الدفاع المستخدمة من قبل بعض الوزراء المغاربة. في هذا البيان، ساءل عبد الرحيم بوعبيد المسؤولين المغاربة قائلا: 
«إذا كانت الحكومة المغربية أو وزير الداخلية لديهم» سر«الحقيقة، فإنهم مطالبون بإعلانه للعالم أجمع وبكل وضوح.»

### 1967
حرب حزيران / يونيو في الشرق الأوسط. في عام 1968، عبد الرحيم بوعبيد يصرح في المؤتمر العالمي الثاني لمساندة الشعوب العربية المنعقد بالقاهرة: «المشكل بالنسبة للفلسطينيين الآن هو جعل حد للاحتلال والاعتداء الصهيوني على مجموع التراب الوطني الفلسطيني».
- في 5 فبراير، عبد الرحيم بوعبيد يرأس اجتماعا لممثلي الأقاليم للاتحاد الوطني للقوات الشعبية وقدم عرضا حول الحالة العامة بالبلاد وأوضاع الأجهزة العليا للحزب، في أعقاب حملة القمع المسلط على القوات الشعبية منذ 16 يوليوز 1963.

### 1968
بمبادرة من عبد الله إبراهيم وعبد الرحيم بوعبيد، عقدت اللجنة الإدارية الوطنية للاتحاد الوطني للقوات الشعبية اجتماعا استثنائيا، وتقرر إنشاء «مكتب سياسي» يتكون من ثلاثة كتاب عامين (عبد الرحيم بوعبيد، عبد الله إبراهيم والمحجوب بن الصديق المعتقل بسجن القنيطرة) للتحضير للمؤتمر الثالث للحزب.
- وفي عرض حول الوضع الذي ساد المغرب في نهاية عام 1968، قال عبد الرحيم بوعبيد: «إن العامل الرئيسي وراء تدهور الوضع في المغرب هو عدم وجود الديمقراطية والقطيعة مع الشعب (...) وأشير إلى أن المطلب الرئيسي الذي ميز الصراع السياسي في المغرب بعد الاستقلال هو ذلك المتمثل في إعطاء الكلمة للشعب».

### 1969
-2 سبتمبر، قررت اللجنة المركزية للاتحاد الوطني للقوات الشعبية عدم المشاركة في الانتخابات المحلية ليوم 3 أكتوبر.

### 1970
حملة الاعتقالات تتجدد في صفوف مناضلي الاتحاد الوطني للقوات الشعبية.
- الاتحاد الوطني للقوات الشعبية وحزب الاستقلال يدعوان إلى التصويت ب «لا» في استفتاء 22 يوليوز 1970 لتعديل الدستور وينشئان «الكتلة الوطنية».

### 1971
سنة جديدة من عمر «الكتلة الوطنية» وسنة جديدة من القمع المسلط على مناضلي الاتحاد الوطني للقوات الشعبية.
- عبد الرحيم بوعبيد يرفض العرض المقدم له لتقلد منصب والي بنك المغرب. ويركز جهوده على إعادة تنظيم الحزب.

### 1972
القرارات التاريخية لـ30 يوليوز والتي من خلالها أعلنت اللجنة الإدارية للاتحاد الوطني للقوات الشعبية القطيعة مع القيادة البيروقراطية للاتحاد المغربي للشغل التي أرادت أن تفرض الجمود على الحزب. في هذا الاجتماع، قال عبد الرحيم بوعبيد: «لقد تبين في النهاية، أنه لا يمكن أن يلتقي تصورنا للحزب وللنضال مع تصورهم، لأنهم لا يقبلون مناضلين جددا يصعدون من القاعدة، لا يقبلون النقد، لا يقبلون غير التصفيق والمباركة والتأييد، ومناضلو حزبنا يرفضون أن يتحول حزبنا إلى حزب للأكباش، يريدون أن يواصل حزبنا النضال من أجل التحرير والديمقراطية والاشتراكية».
- يوم 8 أكتوبر، اجتماع اللجنة المركزية للاتحاد الوطني للقوات الشعبية في الدار البيضاء. وبعد الاستماع إلى التقرير المقدم من طرف عبد الرحيم بوعبيد، وبعد عروض ممثلي الأقاليم، اعتمدت بيانا حول الوضع في البلاد والذي يتطلب، على وجه الخصوص، وضع خطة وطنية متكاملة قصد تحرير الصحراء المغربية وسبتة ومليلية باستعمال جميع الوسائل الفعالة التي يفهمها الاستعمار.
- في جواب على الرسالة الملكية المؤرخة بتاريخ 23 سبتمبر وقعه عبد الرحيم بوعبيد باسم اللجنة الإدارية للاتحاد الوطني للقوات الشعبية، أكد أن المغرب يجتاز أزمة خطيرة لم يسبق لها نظير... والكل يعرب عن قلقه العميق إزاء مستقبل البلاد القريب. وفي هذا الرد، صاغ موقف الاتحاد الوطني للقوات الشعبية من أجل تجاوز الوضعية السياسية للبلاد. واقترح، على الأخص، انتخاب مجلس وطني تأسيسي وتشريعي على أساس الاقتراع السري العام والنزيه.

### 1973
21 يناير، اجتماع اللجنة المركزية للاتحاد الوطني للقوات الشعبية في دورة عادية بمدينة فاس، أسبوعا بعد إرسال طرود مفخخة لكل من محمد اليازغي وعمر بن جلون. بعد هذه الجلسة، نشرت اللجنة المركزية بيانا أكدت فيه على أن حملات الاعتقال والاختطاف التي استأنفت وتوسعت خلال الأسابيع والشهور الأخيرة لن تنال من عزيمة وإرادة الجماهير ولن تمنع المناضلين التقدميين والوطنيين من مواصلة النضال.
- في إطار القضية التي أطلق عليها «المس بأمن الدولة»، تم مثول مناضلي الاتحاد الوطني للقوات الشعبية أمام المحكمة العسكرية في القنيطرة. ولمنع عبد الرحيم بوعبيد من الترافع والدفاع عن المتهمين، تم استدعاؤه بصفته شاهدا في هذه المحاكمة.
- على إثر المحاكمة، تعرض مسؤولو الحزب المبرؤون للخطف والاحتجاز في مكان سوف يظل سريا لمدة عام.

### 1974
بعد الاستقبال الملكي الذي خص به عبد الرحيم بوعبيد، استعاد بعض مناضلي الاتحاد الوطني للقوات الشعبية حريتهم.
- قام عبد الرحيم بوعبيد بجولة خارج أرض الوطن في مهمة للتعريف بقضية الصحراء وشرح ظروف وملابسات قضية الوحدة الترابية للمغرب.
- 15 أيلول / سبتمبر، عقدت اللجنة المركزية اجتماعا هاما في الرباط لدراسة الوضع داخل الحزب. وتقرر، بغية وضع حد لأي التباس، تغيير اسم الحزب إلى الاتحاد الاشتراكي للقوات الشعبية (USFP). وتؤسس، بالإضافة إلى ذلك، نهج المركزية الديمقراطية وتحدد مسؤوليات الهيئات التابعة للحزب. وأكدت اللجنة المركزية كذلك، على اعتبار أن الاتحاد الاشتراكي للقوات الشعبية يتصرف وفق القانون في إطار توسيعه وبأن سياسة القمع وخنق الحريات هي من يشكل انتهاكا للشرعية.
- في تشرين الأول / أكتوبر، سافر عبد الرحيم بوعبيد إلى نيويورك لمتابعة أشغال الجمعية العامة للأمم المتحدة التي كان جدول أعمالها يتضمن بحث قضية الصحراء المغربية. ولقد لاحظ عبد الرحيم، على هامش أشغال الجمعية العمومية واللجنة الرابعة للأمم المتحدة أن الملف المغربي يواجه بعض الصعوبات وأن هناك إمكانيات تشكل تحالف ضد للمغرب يلتقي فيه كل من إسبانيا والجزائر وموريتانيا. ولإحباط هذا المخطط، جاءت فكرة عبد الرحيم بوجوب فك الحصار المضروب على المغرب وسعى من أجل التقريب بين المغرب وموريتانيا.

## تنفيذ الخيار الديمقراطي

### 1976-1975
يوم 10 يناير في الدار البيضاء، افتتاح أشغال المؤتمر الاستثنائي للاتحاد الاشتراكي. المؤتمر حدد بوضوح خيارات الاتحاد الاشتراكي ووضع صلة الوصل بين المكونات الثلاث للنضال: التحرير، الديمقراطية والاشتراكية.
«إن هذا المؤتمر الاستثنائي لم يكن وليد الارتجال. فمنذ قرار 30 يوليوز 1972 التاريخي الذي أعطى في النهاية لمنظمتنا هويتها الحقيقية، وجميع فروع الحزب وأقاليمه تعمل فعليا لعقد مؤتمر يمثل القاعدة الحزبية بصفة حقيقية وشاملة.»
هكذا فتح عبد الرحيم بوعبيد تقريره السياسي والمرحلي لهذا المؤتمر الذي سينتخبه كاتبا أولا للحزب.
وسيعاد انتخابه في الثلاث مؤتمرات الأخرى المتوالية على رأس حزب القوات الشعبية.
في أعقاب المؤتمر الاستثنائي، عقدت فروع الحزب وتنظيماته الجهوية مؤتمراتها الإقليمية والتي تمت في أغلبها بحضور عبد الرحيم بوعبيد.
- في يوم 5 يونيو، عقد عبد الرحيم بوعبيد وامحمد بوستة (الأمين العام لحزب الاستقلال) ندوة صحفية مشتركة بالرباط. صرح خلالها عبد الرحيم بوعبيد: «إن الصحراء مغربية فما علينا إلا أن نكتسحها.» خلال نفس هذه الفترة، اقترح عرض النزاع المغربي الإسباني بشأن الصحراء على أنظار محكمة العدل الدولية.
- 18 ديسمبر: اغتيال عمر بن جلون في مدينة الدار البيضاء.

### 1976
خلال الدورة العادية للجنة المركزية، التي عقدت في مدينة بني ملال، قال عبد الرحيم بوعبيد: «إن الديمقراطية التي نسعى إليها ليست هي الديمقراطية الرسمية. إنها تلك التي تشترط طرح مشاكل الجماهير ومناقشتها على الصعيد الوطني (...). المشاركة في الانتخابات لا تحركه اعتبارات انتخابية بغية الحصول على نتيجة معينة أو لانتخاب هذا الشخص أو ذاك (...). بالنسبة لنا، هذا أمر ثانوي. الأكثر أهمية خلال الانتخابات هو أن يفتح أطر الحزب نقاشات واسعة مع الجماهير حول كافة القضايا المحلية والوطنية. يجب علينا أن نشرح معنى الاشتراكية ولماذا الاشتراكية؟».
- 17 مايو: عاد عبد الرحيم بوعبيد إلى المغرب بعد جولة طويلة - في أوروبا وآسيا - من أجل التعريف بقضية الصحراء والوحدة الترابية للمغرب. وفي نفس السياق، سيكون ضمن أعضاء الوفد المغربي الذي حضر مؤتمر قمة بلدان عدم الانحياز الذي عقد في كولومبو في آب / أغسطس.
- نونبر /تشرين الثاني: قام عبد الرحيم بوعبيد بجهد كبير خلال الحملة الانتخابية للانتخابات المحلية. ممارسات السلطات العمومية الفاسدة كانت مفضوحة.

### 1977
كما اعتاد فعله مع مختلف القطاعات الحزبية، حضر عبد الرحيم بوعبيد يوم 23 فبراير، في الاجتماع الوطني للقطاع النسائي لحزب الاتحاد الاشتراكي وألقي خطابا هاما.
- يوم 3 يونيو، جرت الانتخابات البرلمانية. وقد قام عبد الرحيم بوعبيد بجولة عبر أقاليم البلاد. وأمام الانخراط الشعبي الواسع في الحملة الانتخابية للاتحاد الاشتراكي، عمدت السلطات إلى التصعيد من ممارسات الغش والتزوير، بلغت ذروتها في مدينة أغادير حيث تدخلت للحيلولة دون انتخاب عبد الرحيم بوعبيد.

### 1978
أيام 8-9 و10 ديسمبر، انعقاد المؤتمر الوطني الثالث للاتحاد الاشتراكي في الدار البيضاء. المؤتمر كان في الواقع تتويجا لنقاشات ديمقراطية مستفيضة داخل الحزب والتي تمثلت في تنظيم المؤتمرات الإقليمية والعديد من اللقاءات والأيام الدراسية الداخلية. قدم عبد الرحيم بوعبيد، الحاضر في قلب هذه النقاشات خلال العديد من المناسبات، التقرير السياسي للمؤتمر باعتباره الكاتب الأول للاتحاد الاشتراكي. وقبيل أيام قليلة من ذلك، رأى عبد الرحيم بوعبيد جهده، من أجل انعتاق الطبقة العاملة من نير البيروقراطية، يتكلل بالنجاح من خلال إنشاء الكونفدرالية الديمقراطية للشغل (ك.د.ش).

### 1981-1979
طالت موجة واسعة من القمع والطرد التعسفي أساتذة وموظفي الصحة العمومية والذين مارسوا في نيسان / أبريل 1979، حقهم في الإضراب بناء على دعوة من النقابات الوطنية. وساءت الوضعية أكثر بحلول نهاية السنة الدراسية عندما قررت الحكومة فرض تدابير أحادية تعتبر بمثابة حواجز من أجل الولوج إلى التعليم العالي. عارض عبد الرحيم بوعبيد هذه التدابير في محاضرة له بمدينة القنيطرة. بعد هذه المحاضرة، تمت الدعوة إلى عقد مناظرة وطنية حول التعليم في إيفران، شارك فيها عبد الرحيم بوعبيد بعدة اقتراحات وآراء. بعد إشارته إلى تلكأ الحكومة في تنفيذ القرارات المتمخضة عن لجان مناظرة إيفران، أعلن عبد الرحيم بوعبيد عن انسحاب ممثلي الاتحاد الاشتراكي من هذه اللجان.

### 1981
في أعقاب الارتفاعات الصاروخية في أسعار السلع الأساسية، دعت الكونفدرالية الديمقراطية للشغل إلى شن إضراب عام في 20 حزيران / يونيو. وأمام استفزازات قوات حفظ الأمن والنظام، عرفت مدينة الدار البيضاء أحداثا دامية. وقد طالت حملة القمع الاتحاد الاشتراكي والكونفدرالية الديمقراطية للشغل: حيث تم القبض على قادة المنظمتين ومحاصرة مكاتبهم كما تم توقيف جريدتي الحزب المحرر وليبراسيون.
- بتاريخ 5 سبتمبر، وافق المغرب على مخطط لمنظمة الوحدة الإفريقية، أثناء انعقاد قمة المنظمة في نيروبي، على شروط إجراء استفتاء لتقرير المصير في الصحراء المغربية. وقد أعرب وقتها المكتب السياسي للاتحاد الاشتراكي للقوات الشعبية عن تحفظات بشأن قبول هذا الاستفتاء في بيان مؤرخ ب5 سبتمبر 1981. وعلى إثر ذلك، ألقي القبض على عبد الرحيم بوعبيد وأعضاء المكتب السياسي وحوكموا. في المحاكمة، قال عبد الرحيم بوعبيد: "هذه المحاكمة سيكون لها تاريخ، فأنتم لكم الأمر. ونحن نقول "رب السجن أحب إلي من أن ألتزم الصمت وألا أقول رأيي في قضية مصيرية وطنية". وصدر الحكم على عبد الرحيم بوعبيد ومحمد اليازغي ومحمد لحبابي بالسجن لمدة سنة نافذة وتم نقلهم إلى معتقل إقليم ميسور، بعد احتجازهم لمدة شهر في سجن لعلو بالرباط. تم شن حملة وطنية ودولية موسعة من أجل إطلاق سراح عبد الرحيم بوعبيد ورفاقه.

### 1982
عبد الرحيم بوعبيد يستعيد حريته في شباط / فبراير.
- لأول مرة منذ إطلاق سراحه، أدلى عبد الرحيم بوعبيد بتصريح إلى الأسبوعية المغربية «البلاغ» نشرته في عددها الصادر يوم 10 يونيو. وقد تناول خلال هذه المقابلة الصحفية مختلف القضايا التي كانت آنذاك تشغل بال الرأي العام الوطني والدولي وخاصة الاتفاقية المغرية الأمريكية التي أطلق عليها اسم التسهيلات العسكرية. في هذا الصدد، قال الكاتب الأول للاتحاد: «إن بلادنا في احتياج إلى الأسلحة الأمريكية (للدفاع عن حدودها)، وليست في حاجة إلى قواعد أمريكية»

### 1983
في 14 مايو، عاد حزب الاتحاد الاشتراكي للقوات الشعبية إلى مزاولة نشاطه بعد الاجتماع الذي عقدته لجنته المركزية حيث استمع أعضاء اللجنة إلى تقرير سياسي قدمه عبد الرحيم بوعبيد أكد فيه أن الإجراءات الحكومية المتعلقة بالانتخابات يجب أن تحترم قواعد الديمقراطية الحقيقية.
عينه الملك الحسن الثاني بتاريخ 30 نوفمبر 1983 وزيرا للدولة في حكومة العمراني الثالثة.

### 1988-1984
في تموز / يوليو 1984، انعقد بالدار البيضاء المؤتمر الوطني الرابع للاتحاد الاشتراكي للقوات الشعبية، قدم خلاله عبد الرحيم بوعبيد تقريرا سياسيا جرد فيه حصيلة نضالات الحزب وألح على ضرورة التشبث والوفاء للاختيارات الأساسية للحزب.
- واصل عبد الرحيم بوعبيد قيادته لحزب الاتحاد الاشتراكي للقوات الشعبية وعمله الدؤوب من أجل الدفاع عن الوحدة الترابية للمغرب وإرساء دولة القانون حيث تسود الديمقراطية وحقوق الإنسان.
- في هذه الفترة لم يغفل عبد الرحيم بوعبيد الحديث عن المغرب العربي وتأكيد تشبث القوات الشعبية في المغرب بوجوب توضيح الظروف والملابسات التاريخية والسياسية لكل المساعي الهادفة إلى بناء وحدة المغرب العربي.

### 1989
في 30 آذار / مارس، افتتحت فعاليات المؤتمر الوطني الخامس للاتحاد الاشتراكي في الرباط. وقد ترأس أشغال هذا المؤتمر عبد الرحمن اليوسفي، وقدم تقريره السياسي عبد الرحيم بوعبيد الذي أعيد انتخابه بالإجماع على رأس الحزب.
- وخلال هذه السنة كما هو الحال في سنة 1990، تابع عبد الرحيم بوعبيد تطورات القضية الوطنية التي وضعت تحت المساعي الحميدة للأمين العام للأمم المتحدة. وكان يدون بانتظام ملاحظاته بشأن المقترحات والتقارير المقدمة من قبل الأمين العام عندما تتنافى مع حقوق في المغرب. كما كان يعمل من أجل تعميق العمل الموحد بين أحزاب المعارضة الوطنية والديمقراطية، والتنسيق بين نضال النقابات.

### 1991-1990
19فبراير 1990، انعقاد الدورة العادية للجنة المركزية للاتحاد الاشتراكي للقوات الشعبية، وقد قدم عبد الرحيم بوعبيد تقريرا سياسيا جاء فيه بشأن تطورات معركة الوحدة الترابية:
"(...) لقد بعد الكثير بشأن تمديد عمر البرلمان الذي نطعن فيه دائما لأننا نعتبره من ثمار انتخابات مزورة والذي يهمنا دائما بطبيعة الحال هو أن نتخلص في القريب العاجل وبصفة نهائية من التوتر في المنطقة ونخرج من متاهة المشاكل المصطنعة التي تعترض وحدتنا الترابية، حتى نتفرغ لمواجهة مشاكل الانتخابات المزورة والميزانية والاستثمارات أي المعارك الداخلية التي يجب أن نتجند لها للدفاع عن الجماهير الشعبية (...)
- ورغم سوء أحواله الصحية، فقد شارك عبد الرحيم بوعبيد يوم 11 يناير 1990 في المهرجان الذي أقامه حزب الاستقلال وحزب الاتحاد الاشتراكي للقوات الشعبية في ذكرى تقديم عريضة الاستقلال. في هذه اللقاء، وبعد كلمتي الأستاذين أبو بكر القادري وعبد الله إبراهيم، أخذ الكلمة عبد الرحيم بوعبيد؛ باعتبار الثلاثة موقعين على عريضة 11 يناير 1991؛ وصرح بما يلي في النهاية أقول لكم إننا نعيش في المغرب العربي مرحلة نتطلع فيها إلى الوحدة ونشجع فيها كل خطوات الوحدة حتى ولو كانت بطيئة لكن الخطر الذي يهددنا في المغرب وكل المغرب العربي وكل الوطن العربي هو عجرفة الإدارة الأمريكية وعداءها ضد شعب عربي هو العراق.»
«(...) والأمة العربية تعلم أن هذه مبررات زائفة لا يمكن قبولها وكل ما هناك أن الحكومة الأمريكية تريد فرض نظام عالمي جديد، يقوم بقوة الحديد والنار في الوطن العربي على يد الأمريكيين ومن صنعهم وسيكون لذلك ما سيكون له من تبعات وعواقب بالنسبة لبلادنا وبالنسبة للمغرب العربي وكل العرب وخاصة الأشقاء في العراق.»
«(...) يجب أن ندرك إلى أي حد أن مصيرنا مرتبط بمصير كل الأمة العربية ونتمنى أن تعالج مسألة العراق والكويت بشيء من العقل (...) إننا كلنا في الهم عرب وكل ما يجري في بلاد العرب يهمنا سواء كانت  ولا زالات مجريات الأحداث حربا أم سلاما».
- بعد اندلاع العدوان على العراق، ناشد عبد الرحيم بوعبيد المغاربة للتعبير عن تضامنهم ودعمهم للشعب العراقي. وشارك في مسيرة شعبية كبيرة بالرباط يوم 3 شباط / فبراير 1991، للتضامن مع الشعب العراقي.
- 1 مايو 1991: آخر ظهور عام لعبد الرحيم بوعبيد من خلال مشاركته في المهرجان المشترك بين الاتحاد العام للشغالين والكونفدرالية الديمقراطية للشغل الذي أقيم بالدار البيضاء حيث ألقى بالمناسبة كلمة.
- في صيف 1991، تدهورت حالة عبد الرحيم بوعبيد الصحية. وترأس اجتماعا للمكتب السياسي للاتحاد الاشتراكي للقوات الشعبية في أوائل أيلول / سبتمبر، واقترح عبد الرحمن اليوسفي ومحمد اليازغي كاتبين أولين بالنيابة للحزب.

## حياته العائلية
تزوج عام 1958 من نجاة بوزيد، ورُزقا بأربعة أبناء هم أمين، علي، إبراهيم، والمهدي.

## مؤلفاته
ألف عبد الرحيم بوعبيد كتاب « شهادات وتأملات» ويضم هذا العمل مجموع الكتابات التي خلفها عبد الرحيم بوعبيد عن الفترة الممتدة بين عامي 1944 و1961. ويقع في جزأين من 519 صفحة، ويتكون الأول من الكتابات التي حرر عبد الرحيم بوعبيد أهمها في وقت سابق وأكملها خلال إقامته الجبرية بميسور إبّان شتاء 1981-1982. أما الجزء الثاني، فهو عبارة عن إعادة نشر الافتتاحيات التي سبق صدورها في جريدة الاستقلال، والتي كتبها في سنتي 1951 و1952. 

## وفاته
في مطلع أكتوبر 1991، عاد من باريس حيث تلقى العلاج الطبي. وحضر عبد الرحيم بوعبيد آخر مرة اجتماعًا للجنة المركزية للحزب، وألقى خلاله كلمة مؤثرة اعتبرت بمثابة وصيته إلى حزب الاتحاد الاشتراكي للقوات الشعبية. يوم 8 يناير 1992، رحل عبد الرحيم بوعبيد إلى دار البقاء بمدينة الرباط عن عمر يناهز 69 عامًا. وفي اليوم الموالي أقيمت مراسيم تشييع جنازته بحضور حشد مهيب، ووري الثرى بمقبرة الشهداء في الرباط.

## وصلات خارجية
- عبد الرحيم بوعبيد على موقع مونزينجر (الألمانية)